# Complejo Deportivo Villa María del Triunfo
El Complejo Deportivo Villa María del Triunfo (Complejo Deportivo IPD Andrés Avelino Cáceres) es un centro deportivo ubicado en el distrito de Villa María del Triunfo en la ciudad de Lima. El centro deportivo tiene un área de 54 mil metros cuadrados y cuenta con una pista atlética, un centro acuático, así como instalaciones para la práctica de paleta frontón, rugby, tenis, softbol, hockey, béisbol y natación. Actualmente es administrado por el Proyecto Especial de Legado.

## Remodelación
En el 2010, se inauguró la piscina olímpica y un campo de fútbol sintético. En el 2015, se dio inicio para la construcción de la pista atlética sintética. 

El extenso terreno, se empezó a trabajar desde marzo del 2018 con 150 trabajadores y para febrero de 2019 laboraron allí 1,280, de los cuales entre el 30 % y 40 %  fueron trabajadores de la zona. En febrero de 2019  el avance de las obras eran de 85% y a fines de marzo se hizo entrega las canchas para los juegos de prueba.

## Descripción
El recinto deportivo tiene una capacidad para 1,869 personas, al cual tiene una extensión de 21 hectáreas y media y servirá para las competencias de diez disciplinas. Durante los Juegos Panamericanos de 2019 ofrecerá a los asistentes, atletas y público general una hermosa y moderna infraestructura. El complejo cuenta con un centro acuático para las competencia de waterpolo, y canchas para béisbol, sóftbol, rugby, hockey, pelota vasca y paleta frontón. También habrá competencias de tiro al arco  para lo cual se acondicionarán las canchas de rugby.
 Durante los Juegos Parapanamericanos de 2019 recibirá a los competidores de los Juegos en las pruebas de Fútbol 5 y Fútbol 7.  Estas competencias se desarrollarán en las canchas de hockey y rugby, respectivamente, y participarán personas con discapacidad visual.
Una vez culminados los Juegos, el Instituto Peruano del Deporte (IPD) asumirá la gestión del Complejo, que se usará para promover la masificación de los deportes mencionados.

### Centro Acuático
El Centro Acuático del Complejo del Parque Panamericano de Villa María del Triunfo, fue construido para el desarrollo de los Juegos Panamericanos de 2019 y Parapanamericanos, funciona con lo último de la tecnología deportiva de nivel mundial. Cumple con todos los estándares internacionales y cuenta con características de niveles olímpicos. Junto con el Centro Acuático de la Villa Deportiva Nacional, son las primeras piscinas prefabricadas de acero y de ese modelo en el Perú.
Dicho centro acuático del Parque Panamericano cuenta con un moderno sistema de filtrado para la purificación del agua, iluminación LED y la piscina cuya dimensión es de 50 metros de largo y 25 de ancho.

## Galería

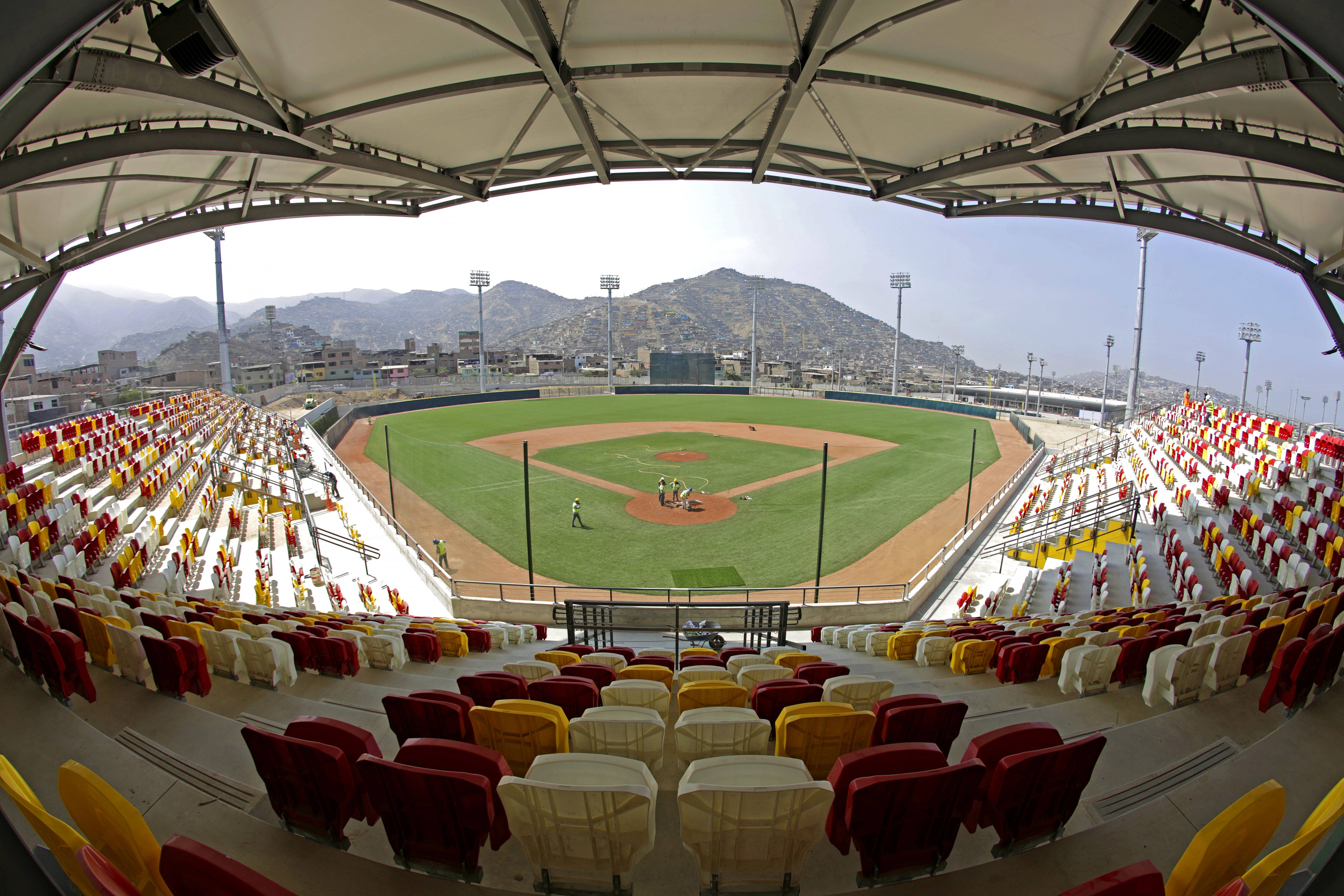
Campo de Béisbol.